# Skovbranden i Alberta 2016
Skovbranden i Alberta 2016 var en skovbrand i den canadadiske provins Alberta, som startede den 1. maj 2016. 

## Baggrund og omfang
Skovbranden udsprang omkring byen Fort McMurray 1. maj 2016 i et område, hvor det ikke havde regnet i flere måneder. Efter fem dage havde branden bredt sig fra 7500 hektar til 200.000 hektar (hvilket er større end Bornholm), og der var risiko for, at den skulle brede sig til naboprovinsen Saskatchewan. Det vurderedes, at brandslukningsarbejdet kunne fortsætte i flere måneder.
Området, hvor branden hærgede, huser verdens tredjestørste reserver af olie - efter Venezuela og Saudiarabien - herunder forekomster af tjæresand. Pr. 23. maj 2016 var olieproduktionen nedsat med en million tønder olie om dagen pga. branden.
Pr. 5. maj 2016 var ca. 88.000 borgere blevet evakueret, heraf flere tusinde med fly, fordi mange veje var afspærrede pga. røg. Der er i alt afsat 100 millioner canadiske dollar til evakueringer. Over tusind brandfolk og 150 helikoptere er indsat i området, som er erklæret i undtagelsestilstand.
I forbindelse med evakueringen blev der uddelt forudbetalte kreditkort til en værdi af 60 millioner canadiske dollar.

## Konsekvenser
På trods af, at blandt andet skoler, hospitaler og en lufthavn var blevet genåbnet, og vand- og strømforsyningen var blevet reetableret efter et par uger, frarådede myndighederne på grund af nedsat luftkvalitet alligevel folk at flytte hjem igen. En måling foretaget mandag 16. maj 2016 viste, at luftkvaliteten sprængte en skala, der egentlig kun går fra 1-10 (hvor 10 er mest kritisk) og landede på 38. Og da branden derudover begyndte at true områdets oliefelter, evakuerede man yderligere 12.000 personer for at redde de personer, der arbejdede i olieindustrien.
Mens Fort McMurray var mennesketom, vandrede sorte bjørne ind i byen på jagt efter føde i såvel skraldespande som frysere. Pr. 21. maj 2016 havde man fanget fire bjørne, hvoraf de to var blevet skudt. Ved en skovbrand et andet sted i Canada fem år tidligere endte fyrre bjørne med at blive skudt af samme årsag.
I forbindelse med branden brød to flyselskaber desuden deres egne regler for transport af kæledyr for at redde dem fra branden, da de fleste ikke nåede at få dem med, da de blev evakueret.